# Język średnioirlandzki

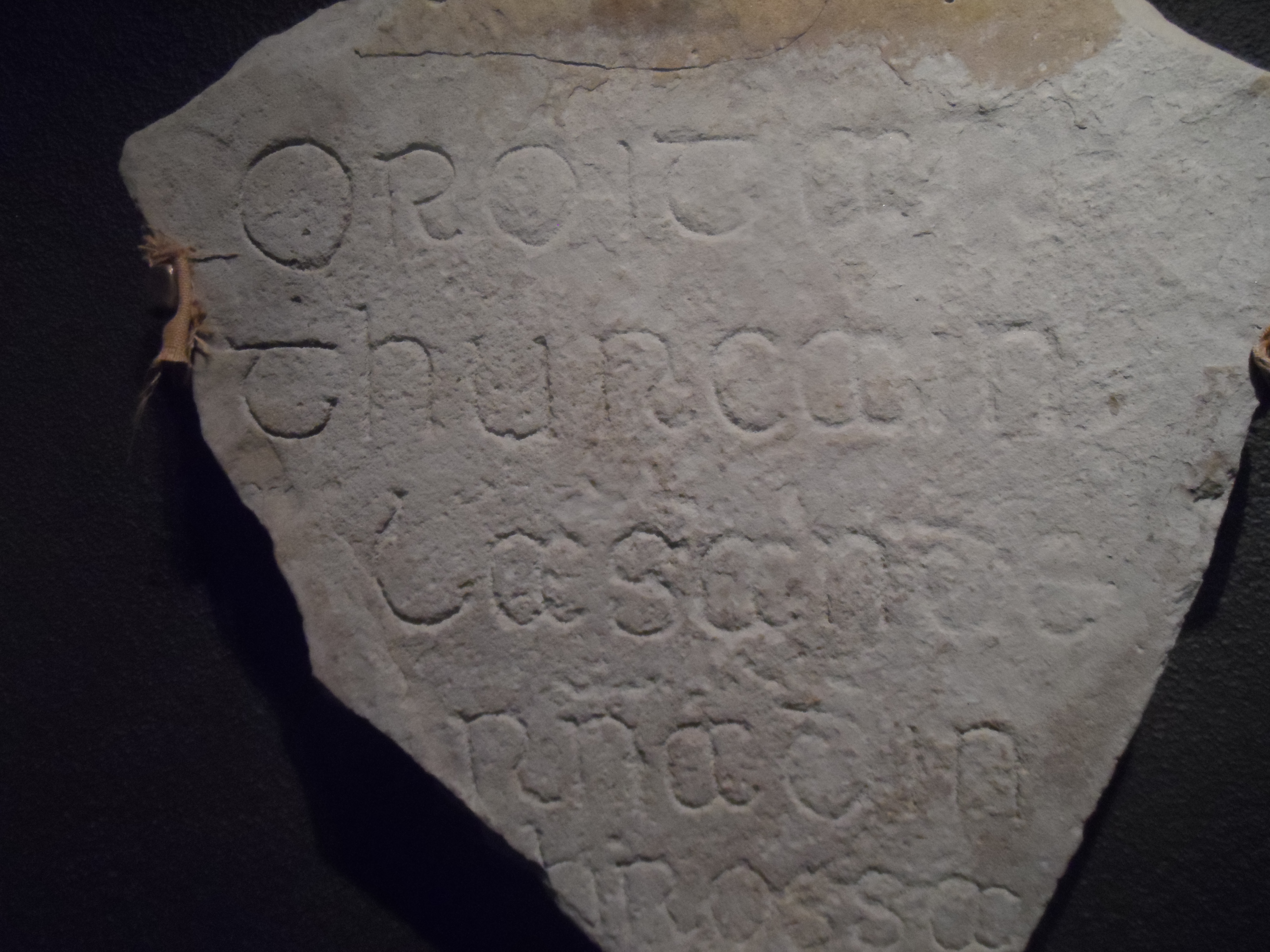
Inskrypcja w języku średnioirlandzkim z Clonmacnoise: Oroit ar Thurcain lasan dernad in chrossa: "módlcie się za Turkana, który wykonał ten krzyż"

Język średnioirlandzki, język średniogaelicki (Gaoidhealg; irl. An Mheán-Ghaeilge; szk. Meadhan-Ghàidhlig) - wymarły język celtycki z grupy goidelskiej. Mówiono nim w Irlandii, większej części Szkocji i na Wyspie Man od X do XIII wieku. Języki gaelicki szkocki, irlandzki i manx są potomkami języka średnioirlandzkiego.